# Convair YB-60
Convair YB-60 je bil prototipni osemmotorni reaktivni strateški bombnik, ki ga je razvijal Convair za Ameriške letalske sile. Prototip je prvič poletel 15. avgusta 1952, 14. avgusta istega leta je bil program preklican. 
YB-60 je bil zasnovan Convaira B-36, sprva je imel oznako "B-36G", vendar je šlo za povsem drugačno letalo, zato so spremenili oznako v "YB-60". 
YB-60 je bil en izmed bombnikov z največjim bojnim tovorom in sicer 33 000 kilogramov, v primerjavi z 20 000 kg pri YB-52, kasnejše verzije B-52 so imel 27 tonski bojni tovor.

## Specifikacije (YB-60)
Splošne karakteristike
- Posadka: 5: 2 pilota, navigator, bombardir/radio operater, radio operater/strojničar v repu
- Dolžina: 171 ft (52,1 m)
- Razpon kril: 206 ft (62,8 m)
- Višina: 60 ft 6 in (18,4 m)
- Površina kril: 5239 ft2 (486,7 m2)
- Teža praznega letala: 153016 lb (69407 kg)
- Naložena teža: 160000 lb (73000 kg)
- Maks. vzletna teža: 300000 lb (140000 kg)
- Pogon letala: 8 × Pratt & Whitney J57-P-3 turboreaktivni motor, 8700 lbf (38 kN) vsak

 Zmogljivost 
- Maks. hitrost: 508 mph (411 vozlov, 818 km/h) na višini 29250 ft (8915 m)
- Hitrost porušitve vzgona: 115 vozlov (132 mph, 212 km/h)
- Bojni radij: 2920 milj (2540 nmi, 4700 km)
- Največji doseg: 8000 milj (7000 nmi, 13000 km)
- Višina leta: 53300 ft (16200 m)
- Hitrost vzpenjanja: 1060 ft/min (5,38 m/s)
- Obremenitev kril: 31 lb/ft2 (150 kg/m2)
- Razmerje potisk/teža: 0,44

Oborožitev

- Strelno orožje: 2× 20 mm (0.787 in) avtomatska topova v repu
- Bombe: 33 000 kg